# NGC 5281
NGC 5281 is een open sterrenhoop in het sterrenbeeld Centaur. Het hemelobject werd in 1751 ontdekt door de Franse astronoom Nicolas Louis de Lacaille.

## Synoniemen
- OCL 911
- ESO 97-SC5